# 남궁옥 (무신)
남궁 옥(南宮 鈺, 1803년 ~ ?)은 조선의 무신(武臣)이다.

## 생애
본관은 함열(咸悅)이며 자(字)는 중강(仲剛)이다. 1835년 무과에 급제하여 벼슬길에 출사하였고, 이후 그 관직은 장관(將官)에까지 이르렀다.